# Mehdi Chahiri
Mehdi Chahiri (Grande-Synthe, 25 luglio 1996) è un calciatore francese, centrocampista del Pau.

## Caratteristiche tecniche
È un esterno sinistro.

## Carriera
Nato a Grande-Synthe da genitori di origine marocchina, è cresciuto nella squadra della sua città dove ha esordito il 19 ottobre 2013 in occasione dell'incontro di Championnat de France amateur 2 vinto 1-0 contro il Maccabi Paris UJA. Dal 2014 al 2015 ha militato nella seconda squadra del Lorient e nel 2016 è passato a titolo definitivo al Dunkerque, in Championnat National. Qui è rimasto per tre stagioni collezionando complessivamente 32 presenze con la prima squadra a cui si aggiungono le 28 con le riserve.
Nel 2019 si è trasferito al Red Star dove si è subito messo in mostra segnando 13 reti in 19 incontri prima della pausa invernale. Le sue prestazioni hanno attirato l'interesse di alcuni club francesi fra cui lo Strasburgo che lo ha acquistato il 30 gennaio lasciandolo comunque in prestito al Red Star fino al termine della stagione.
Il 23 agosto seguente ha debuttato in Ligue 1 in occasione dell'incontro perso 3-1 contro il Lorient dove ha segnato l'unica rete della sua squadra.

## Statistiche

### Presenze e reti nei club
Statistiche aggiornate al 28 gennaio 2024.
| Stagione           | Squadra                 | Campionato         | Campionato | Campionato | Coppe nazionali | Coppe nazionali | Coppe nazionali | Coppe continentali | Coppe continentali | Coppe continentali | Altre coppe | Altre coppe | Altre coppe | Totale | Totale | Totale |
| Stagione           | Squadra                 | Comp               | Pres       | Reti       | Comp            | Pres            | Reti            | Comp               | Pres               | Reti               | Comp        | Pres        | Reti        | Pres   | Reti   |        |
| ------------------ | ----------------------- | ------------------ | ---------- | ---------- | --------------- | --------------- | --------------- | ------------------ | ------------------ | ------------------ | ----------- | ----------- | ----------- | ------ | ------ | ------ |
| 2013-2014          | Olympique Grande-Synthe | CFA2               | 14         | 1          | CF              | 0               | 0               |                    | -                  | -                  |             | -           | -           | 14     | 1      |        |
| 2014-2015          | Lorient 2               | CFA                | 13         | 0          |                 | -               | -               |                    | -                  | -                  |             | -           | -           | 13     | 0      |        |
| 2015-2016          | Olympique Grande-Synthe | CFA2               | 0          | 0          | CF              | 0               | 0               |                    | -                  | -                  |             | -           | -           | 0      | 0      |        |
| 2016-2017          | Dunkerque               | N                  | 2          | 0          | CF              | 0               | 0               |                    | -                  | -                  |             | -           | -           | 2      | 0      |        |
| 2017-2018          | Dunkerque               | N                  | 4          | 0          | CF              | 0               | 0               |                    | -                  | -                  |             | -           | -           | 4      | 0      |        |
| 2018-2019          | Dunkerque               | N                  | 26         | 2          | CF              | 1               | 0               |                    | -                  | -                  |             | -           | -           | 27     | 2      |        |
| Totale Dunkerque   | Totale Dunkerque        | Totale Dunkerque   | 32         | 2          |                 | 1               | 0               |                    | -                  | -                  |             | -           | -           | 33     | 2      |        |
| 2017-2018          | Dunkerque 2             | N3                 | 18         | 2          |                 | -               | -               |                    | -                  | -                  |             | -           | -           | 18     | 2      |        |
| 2018-2019          | Dunkerque 2             | N3                 | 10         | 2          |                 | -               | -               |                    | -                  | -                  |             | -           | -           | 10     | 2      |        |
| Totale Dunkerque 2 | Totale Dunkerque 2      | Totale Dunkerque 2 | 28         | 2          |                 | -               | -               |                    | -                  | -                  |             | -           | -           | 28     | 2      |        |
| 2019-2020          | Red Star                | N                  | 22         | 11         | CF+CdL          | 2+1             | 1+2             |                    | -                  | -                  |             | -           | -           | 25     | 14     |        |
| 2020-2021          | Strasburgo              | L1                 | 23         | 2          | CF              | 1               | 0               |                    | -                  | -                  |             | -           | -           | 24     | 2      |        |
| ago. 2021          | Strasburgo              | L1                 | 1          | 0          | CF              | 0               | 0               |                    | -                  | -                  |             | -           | -           | 1      | 0      |        |
| Totale Strasburgo  | Totale Strasburgo       | Totale Strasburgo  | 24         | 2          |                 | 1               | 0               |                    | -                  | -                  |             | -           | -           | 25     | 2      |        |
| set. 2021-2022     | Caen                    | L2                 | 13         | 3          | CF              | 0               | 0               |                    | -                  | -                  |             | -           | -           | 13     | 3      |        |
| 2022-2023          | Paris FC                | L2                 | 29         | 4          | CF              | 3               | 1               |                    | -                  | -                  |             | -           | -           | 32     | 5      |        |
| 2023-2024          | Pau                     | L2                 | 12         | 0          | CF              | 1               | 0               |                    | -                  | -                  |             | -           | -           | 13     | 0      |        |
| Totale carriera    | Totale carriera         | Totale carriera    | 187        | 27         |                 | 9               | 4               |                    | -                  | -                  |             | -           | -           | 196    | 31     |        |